# Serie A 1968-1969
La Serie A 1968-1969 è stata la 67ª edizione della massima serie del campionato italiano di calcio (la 37ª a girone unico), disputata tra il 29 settembre 1968 e il 18 maggio 1969 e conclusa con la vittoria della Fiorentina, al suo secondo titolo.
Capocannoniere del torneo è stato Gigi Riva (Cagliari) con 20 reti.

## Stagione
Tra le neopromosse destava curiosità il Pisa, rivelazione dell'ultimo torneo cadetto e di ritorno in massima serie dopo quarantadue anni, pertanto all'esordio nell'era del girone unico.
Sul piano regolamentare furono introdotte alcune novità di rilievo: a partire da questa stagione si sedette in panchina il tredicesimo uomo, riserva di movimento, e furono tolti gli spareggi in zona retrocessione, preferendovi la differenza reti generale; ciò, fermo restando gli spareggi per l'eventuale assegnazione dello scudetto e per l'accesso alle coppe europee.

### Calciomercato

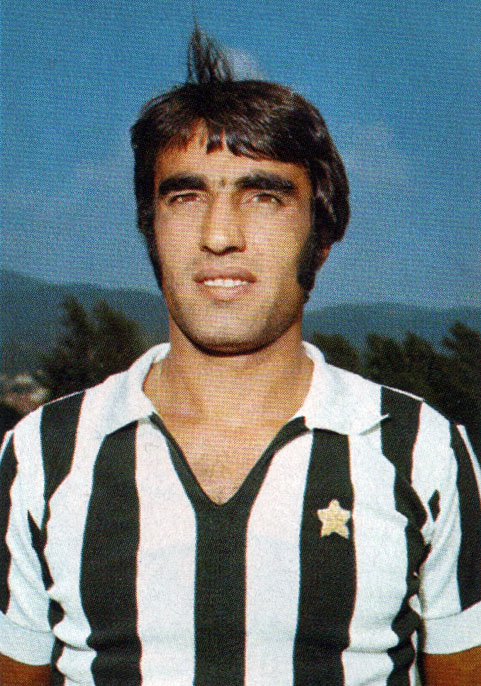
Il ventenne Pietro Anastasi, nuovo numero nove della Juventus.

Si verificarono grandi cambiamenti in Serie A, dopo la vittoria dell'Italia al campionato d'Europa 1968, che coinvolsero soprattutto l'Inter. Dopo le delusioni degli ultimi due anni, lasciarono sia il presidente Angelo Moratti, il quale passò la mano a Ivanoe Fraizzoli, sia l'allenatore Helenio Herrera, andato a sedersi sulla panchina della Roma; sicché i nerazzurri si affidarono al rientrante Alfredo Foni. Il Bologna ridisegnò l'attacco con l'ex atalantino Savoldi e il capocannoniere della Serie B, l'ex barese Mujesan, mentre il Milan confermò in blocco la squadra campione in carica.
La Juventus piazzò i colpi più importanti del mercato, ingaggiando l'ex bolognese Haller e il trascinatore del Varese, il ventenne Anastasi: questi venne prelevato da Gianni Agnelli per una cifra-record dell'epoca, circa 650 milioni di lire, che ne farà il calciatore più pagato al mondo di quel decennio.
La normativa F.I.G.C. fu variata all'inizio della stagione sportiva 1968-1969 per ridurre le gare di spareggio a carico della Lega o del Comitato Regionale competente. Fu variato l'articolo 23 del Regolamento Organico: al punto d già stabiliva l'effettuazione di una gara di spareggio in campo neutro tra due squadre, con eventuale sorteggio da effettuare con l'arbitro sul campo; mentre il punto e stabiliva l'effettuazione di un girone con gare di spareggio tutte in campo neutro nel caso di tre o più squadre, con eventuale sorteggio da effettuare nella sede della Lega competente in caso di ulteriore parità di punti conseguiti nella classifica finale. All'articolo 23 fu dunque aggiunto il comma f che fu così formulato:
Tutti i pari merito in cui non si doveva attribuire un titolo sportivo non sono da regolarsi con la differenza reti generale, perché il regolamento organico non la prevedeva in alcun comma, perciò le altre squadre a pari punti vanno considerate classificate a pari merito, così come applicato dal 1942 quando fu tolto il quoziente reti: con la posizione di classifica più alta, senza considerare la differenza reti (anche se i giornali la prendevano in considerazione e anzi la evidenziavano).
Il Cagliari, che confermò nuovamente l'attaccante Riva, continuò la progressiva opera di rafforzamento con l'arrivo di Brugnera e del portiere della nazionale, Albertosi, sfruttando le mire di austerità di una Fiorentina che cedette anche Bertini all'Inter, riuscendo però a confermare il brasiliano Amarildo.

### Avvenimenti

#### Girone di andata
A balzare in testa per primi furono i campioni uscenti del Milan, che si ritrovarono presto a dover lottare con una outsider, il Cagliari, spinto in vetta dai gol di Riva: i sardi si ritrovarono in testa il 24 novembre 1968. Col tempo si fece largo, dopo i primi tentennamenti iniziali, la veloce Fiorentina del nuovo allenatore Bruno Pesaola, artefice del secondo posto del Napoli l'anno prima.
I viola agganciarono in testa il Cagliari il 12 gennaio 1969, per poi pareggiare a Varese l'ultima gara d'andata e lasciare ai rossoblù il platonico titolo di campione d'inverno. Più staccate le altre squadre; spiccavano soprattutto i negativi gironi d'andata del Torino e del Napoli, abbandonato a dicembre da Sívori il quale tornò nella natia Argentina tra molte polemiche.

#### Girone di ritorno

Il neopromosso Pisa, all'esordio nella Serie A a girone unico.

Nella tornata conclusiva si delineò più chiaramente la lotta per il titolo tra Cagliari, Fiorentina e Milan. Sembrò inizialmente che la vittoria toccasse ai sardi, ma il 9 marzo caddero all'Amsicora contro la Juventus. La Fiorentina, superando il L.R. Vicenza, andò in testa: da quel momento i viola non persero un colpo, riuscendo a tenere distanziati rossoblù e rossoneri.
L'11 maggio, espugnando la Torino bianconera, i viola si laurearono per la seconda volta nella loro storia campioni d'Italia; come nel campionato del 1955-1956, i viola persero una sola partita, quella casalinga contro il Bologna, registrando un'inedita imbattibilità in trasferta.
A distrarre dalla corsa scudetto era giunta il 16 marzo l'improvvisa morte del promettente attaccante della Roma, Giuliano Taccola; a un anno dalla scomparsa di Meroni, il campionato riassunse dunque trame drammatiche. Il centravanti morì a Cagliari, dopo aver solamente assistito alla partita dei giallorossi, per un improvviso arresto cardiaco: sulle cause dell'evento non si riuscì mai a far completamente luce.

Il Cagliari, secondo classificato, emerse come outsider nella corsa allo scudetto grazie anche ai 20 gol del capocannoniere Gigi Riva (in piedi, primo da destra).

Il Milan visse comunque una stagione di vittorie, con il successo in Coppa dei Campioni nonché le ottime prestazioni del maturo portiere Cudicini, baluardo di una retroguardia che subì appena 12 reti in tutto il campionato, e di Rivera, alla fine dell'anno solare primo italiano a essere insignito del Pallone d'oro.
Lunga e stancante fu la lotta per la salvezza, che si risolse solamente nelle ultime due giornate: retrocesse dapprima l'Atalanta, seguita infine dalla matricola Pisa e dal Varese, orfano di Anastasi e superato dal Lanerossi sul traguardo. Si salvarono invece le altre due neopromosse, il Verona, appena alla sua seconda apparizione in Serie A dopo quella della stagione 1957-1958, e trascinato dalle reti di Bui, e il Palermo.

## Squadre partecipanti
| Club         | Stagione | Città    | Stadio                                                                                           | Stagione precedente           |
| ------------ | -------- | -------- | ------------------------------------------------------------------------------------------------ | ----------------------------- |
| Atalanta     | dettagli | Bergamo  | Stadio Comunale Stadio Danilo Martelli, Mantova (solo 19ª)                                       | 12º posto in Serie A          |
| Bologna      | dettagli | Bologna  | Stadio Comunale                                                                                  | 6º posto in Serie A           |
| Cagliari     | dettagli | Cagliari | Stadio Amsicora                                                                                  | 9º posto in Serie A           |
| Fiorentina   | dettagli | Firenze  | Stadio Comunale                                                                                  | 4º posto in Serie A           |
| Inter        | dettagli | Milano   | Stadio San Siro                                                                                  | 5º posto in Serie A           |
| Juventus     | dettagli | Torino   | Stadio Comunale di Torino Stadio Mario Rigamonti, Brescia (solo 20ª)                             | 3º posto in Serie A           |
| L.R. Vicenza | dettagli | Vicenza  | Stadio Romeo Menti                                                                               | 12º posto in Serie A          |
| Milan        | dettagli | Milano   | Stadio San Siro                                                                                  | 1º posto in Serie A           |
| Napoli       | dettagli | Napoli   | Stadio San Paolo                                                                                 | 2º posto in Serie A           |
| Palermo      | dettagli | Palermo  | Stadio La Favorita Stadio Comunale, Reggio Calabria (solo 25ª) Stadio Cibali, Catania (solo 27ª) | 1º posto in Serie B, promosso |
| Pisa         | dettagli | Pisa     | Stadio Arena Garibaldi                                                                           | 2º posto in Serie B, promosso |
| Roma         | dettagli | Roma     | Stadio Olimpico                                                                                  | 10º posto in Serie A          |
| Sampdoria    | dettagli | Genova   | Stadio Luigi Ferraris                                                                            | 10º posto in Serie A          |
| Torino       | dettagli | Torino   | Stadio Comunale di Torino                                                                        | 7º posto in Serie A           |
| Varese       | dettagli | Varese   | Stadio Franco Ossola                                                                             | 7º posto in Serie A           |
| Verona       | dettagli | Verona   | Stadio Marcantonio Bentegodi Stadio Mario Rigamonti, Brescia (solo 2ª)                           | 2º posto in Serie B, promosso |

## Allenatori e primatisti
| Squadra      | Allenatore                                                                              | Calciatore più presente                                                                                                | Cannoniere                              |
| ------------ | --------------------------------------------------------------------------------------- | --- | --------------------------------------- |
| Atalanta     | Stefano Angeleri (1ª-20ª) Silvano Moro (21ª-27ª) Carlo Ceresoli (28ª-30ª)               | Ivan Bertuolo (30) | Sergio Clerici (9)                      |
| Bologna      | Cesarino Cervellati (1ª-15ª) Cesarino Cervellati e Oronzo Pugliese (D.T.) (16ª-30ª)     | Tazio Roversi (30) | Lucio Mujesan (11)                      |
| Cagliari     | Manlio Scopigno                                                                         | Enrico Albertosi, Roberto Boninsegna, Mario Brugnera, Pierluigi Cera, Ricciotti Greatti, Mario Martiradonna, Nenè (30) | Gigi Riva (20)                          |
| Fiorentina   | Bruno Pesaola                                                                           | Giancarlo De Sisti, Ugo Ferrante, Mario Maraschi, Franco Superchi (30)                                                 | Mario Maraschi (14)                     |
| Inter        | Alfredo Foni                                                                            | Tarcisio Burgnich, Giacinto Facchetti (30)                                                                             | Mario Bertini (11)                      |
| Juventus     | Heriberto Herrera                                                                       | Gianfranco Leoncini (30)                                                                                               | Pietro Anastasi (15)                    |
| L.R. Vicenza | Umberto Menti (1ª-16ª) Héctor Puricelli (17ª-30ª)                                       | Mario Calosi, Sergio Carantini (30)                                                                                    | Paride Tumburus (6)                     |
| Milan        | Nereo Rocco                                                                             | Angelo Anquilletti, Giovanni Lodetti, Pierino Prati (30)                                                               | Pierino Prati (14)                      |
| Napoli       | Giuseppe Chiappella (1ª-16ª) Egidio Di Costanzo (17ª-25ª) Giuseppe Chiappella (26ª-30ª) | Dino Zoff (30) | Cané (6)                                |
| Palermo      | Carmelo Di Bella                                                                        | Mario Giubertoni (30)                                                                                                  | Sergio Pellizzaro (10)                  |
| Pisa         | Renato Lucchi                                                                           | Piero Gonfiantini, Giampaolo Piaceri (30)                                                                              | Luigi Mascalaito, Giampaolo Piaceri (6) |
| Roma         | Helenio Herrera                                                                         | Sergio Santarini (29)                                                                                                  | Giuliano Taccola † (7)                  |
| Sampdoria    | Gipo Poggi e Fulvio Bernardini (D.T.)                                                   | Pietro Battara, Giuseppe Sabadini (30)                                                                                 | Roberto Vieri (5)                       |
| Torino       | Edmondo Fabbri                                                                          | Giorgio Puia (30) | Nestor Combin (7)                       |
| Varese       | Bruno Arcari (1ª-24ª) Sergio Brighenti e Armando Picchi (25ª-30ª)                       | Giorgio Dellagiovanna, Giuseppe Tamborini (30)                                                                         | Lamberto Leonardi (6)                   |
| Verona       | Giancarlo Cadè                                                                          | Alberto Batistoni, Sergio Maddè, Roberto Mazzanti (30)                                                                 | Gianni Bui (15)                         |

## Classifica finale
|        | Pos. | Squadra      | Pt | G  | V  | N  | P  | GF | GS | DR  |
| ------ | ---- | ------------ | -- | -- | -- | -- | -- | -- | -- | --- |
|        | 1.   | Fiorentina   | 45 | 30 | 16 | 13 | 1  | 38 | 18 | +20 |
|        | 2.   | Cagliari     | 41 | 30 | 14 | 13 | 3  | 41 | 18 | +23 |
| [ 21 ] | 2.   | Milan        | 41 | 30 | 14 | 13 | 3  | 31 | 12 | +19 |
|        | 4.   | Inter        | 36 | 30 | 14 | 8  | 8  | 55 | 26 | +29 |
|        | 5.   | Juventus     | 35 | 30 | 12 | 11 | 7  | 32 | 24 | +8  |
|        | 6.   | Torino       | 33 | 30 | 11 | 11 | 8  | 33 | 24 | +9  |
|        | 7.   | Napoli       | 32 | 30 | 10 | 12 | 8  | 26 | 25 | +1  |
| [ 22 ] | 8.   | Roma         | 30 | 30 | 10 | 10 | 10 | 35 | 35 | 0   |
|        | 9.   | Bologna      | 29 | 30 | 10 | 9  | 11 | 27 | 36 | -9  |
|        | 10.  | Verona       | 26 | 30 | 9  | 8  | 13 | 40 | 49 | -9  |
|        | 11.  | Palermo      | 25 | 30 | 7  | 11 | 12 | 21 | 32 | -11 |
|        | 12.  | Sampdoria    | 23 | 30 | 5  | 13 | 12 | 21 | 27 | -6  |
|        | 12.  | L.R. Vicenza | 23 | 30 | 8  | 7  | 15 | 26 | 39 | -13 |
|        | 14.  | Varese       | 22 | 30 | 5  | 12 | 13 | 20 | 43 | -23 |
|        | 15.  | Pisa         | 20 | 30 | 6  | 8  | 16 | 26 | 44 | -18 |
|        | 16.  | Atalanta     | 19 | 30 | 4  | 11 | 15 | 25 | 45 | -20 |

Legenda:
      Campione d'Italia e qualificata in Coppa dei Campioni 1969-1970.
      Qualificata in Coppa dei Campioni 1969-1970.
      Qualificata in Coppa delle Coppe 1969-1970.
      Ammesse alla Coppa delle Fiere 1969-1970.
      Retrocesse in Serie B 1969-1970.
Regolamento:
Due punti a vittoria, uno a pareggio, zero a sconfitta.
In caso di parità di punti era in vigore il pari merito, eccetto per i posti salvezza-retrocessione (differenza reti) nonché per l'assegnazione dello scudetto (spareggio).
Note:
Il Verona fu designato dalla LNP per la Coppa Mitropa 1969-1970.

### Squadra campione
| Formazione tipo | Giocatori (presenze)    |
| --- | ----------------------- |
| Superchi Ferrante Rogora Brizi Mancin Rizzo Merlo Esposito De Sisti Amarildo Maraschi                                                                                               | Franco Superchi (30)    |
| Superchi Ferrante Rogora Brizi Mancin Rizzo Merlo Esposito De Sisti Amarildo Maraschi                                                                                               | Bernardo Rogora (28)    |
| Superchi Ferrante Rogora Brizi Mancin Rizzo Merlo Esposito De Sisti Amarildo Maraschi                                                                                               | Eraldo Mancin (29)      |
| Superchi Ferrante Rogora Brizi Mancin Rizzo Merlo Esposito De Sisti Amarildo Maraschi                                                                                               | Salvatore Esposito (22) |
| Superchi Ferrante Rogora Brizi Mancin Rizzo Merlo Esposito De Sisti Amarildo Maraschi                                                                                               | Ugo Ferrante (30)       |
| Superchi Ferrante Rogora Brizi Mancin Rizzo Merlo Esposito De Sisti Amarildo Maraschi                                                                                               | Giuseppe Brizi (25)     |
| Superchi Ferrante Rogora Brizi Mancin Rizzo Merlo Esposito De Sisti Amarildo Maraschi                                                                                               | Francesco Rizzo (27)    |
| Superchi Ferrante Rogora Brizi Mancin Rizzo Merlo Esposito De Sisti Amarildo Maraschi                                                                                               | Claudio Merlo (26)      |
| Superchi Ferrante Rogora Brizi Mancin Rizzo Merlo Esposito De Sisti Amarildo Maraschi                                                                                               | Mario Maraschi (30)     |
| Superchi Ferrante Rogora Brizi Mancin Rizzo Merlo Esposito De Sisti Amarildo Maraschi                                                                                               | Giancarlo De Sisti (30) |
| Superchi Ferrante Rogora Brizi Mancin Rizzo Merlo Esposito De Sisti Amarildo Maraschi                                                                                               | Amarildo (25)           |
| Altri giocatori: Luciano Chiarugi (18), Giovan Battista Pirovano (7), Paolino Stanzial (7), Pierluigi Cencetti (6), Giancarlo Danova (2), Claudio Bandoni (1), Giorgio Mariani (1). |                         |

## Risultati

### Tabellone
|                   | Ata  | Bol  | Cag  | Fio  | Int  | Juv  | LRV  | Mil  | Nap  | Pal  | Pis  | Rom  | Sam  | Tor  | Var  | Ver  |
| ----------------- | ---- | ---- | ---- | ---- | ---- | ---- | ---- | ---- | ---- | ---- | ---- | ---- | ---- | ---- | ---- | ---- |
| Atalanta          | –––– | 1-0  | 1-2  | 0-1  | 0-4  | 3-3  | 1-3  | 0-0  | 0-0  | 2-2  | 1-1  | 0-2  | 0-0  | 3-1  | 0-0  | 5-2  |
| Bologna           | 1-0  | –––– | 2-2  | 0-0  | 1-2  | 1-1  | 3-0  | 1-0  | 2-1  | 2-0  | 1-0  | 0-0  | 0-0  | 2-0  | 1-0  | 1-1  |
| Cagliari          | 1-0  | 3-1  | –––– | 1-1  | 1-0  | 0-1  | 3-0  | 3-1  | 0-0  | 3-0  | 3-0  | 0-0  | 0-0  | 1-0  | 0-0  | 2-0  |
| Fiorentina        | 2-1  | 1-3  | 1-1  | –––– | 1-0  | 2-1  | 3-0  | 0-0  | 2-1  | 1-0  | 3-1  | 0-0  | 1-0  | 0-0  | 3-1  | 1-0  |
| Inter             | 1-1  | 4-0  | 4-0  | 1-2  | –––– | 1-2  | 1-0  | 1-1  | 1-1  | 0-0  | 4-0  | 3-1  | 1-1  | 2-2  | 6-0  | 4-1  |
| Juventus          | 1-0  | 1-0  | 1-2  | 0-2  | 1-0  | –––– | 1-0  | 0-1  | 2-0  | 0-0  | 2-0  | 2-2  | 1-1  | 0-0  | 2-0  | 1-0  |
| Lanerossi Vicenza | 1-0  | 1-0  | 1-1  | 0-0  | 0-1  | 0-0  | –––– | 1-1  | 2-0  | 1-0  | 1-2  | 1-2  | 3-0  | 1-1  | 1-0  | 2-1  |
| Milan             | 0-0  | 4-0  | 0-0  | 0-0  | 1-0  | 1-0  | 4-1  | –––– | 0-0  | 1-0  | 2-1  | 1-0  | 1-0  | 1-0  | 2-0  | 3-0  |
| Napoli            | 2-0  | 1-1  | 2-1  | 1-3  | 3-1  | 2-1  | 1-0  | 0-0  | –––– | 1-0  | 2-1  | 0-0  | 0-3  | 0-0  | 1-1  | 1-1  |
| Palermo           | 5-1  | 2-0  | 0-0  | 0-0  | 1-1  | 1-1  | 2-1  | 0-0  | 0-2  | –––– | 1-0  | 0-3  | 1-0  | 1-0  | 1-1  | 0-0  |
| Pisa              | 1-0  | 0-1  | 0-0  | 0-1  | 1-1  | 0-0  | 2-2  | 0-1  | 1-0  | 4-1  | –––– | 1-2  | 1-0  | 1-1  | 1-1  | 1-1  |
| Roma              | 4-1  | 2-1  | 1-4  | 1-2  | 0-3  | 1-1  | 5-2  | 1-1  | 0-0  | 2-1  | 2-0  | –––– | 1-0  | 1-3  | 0-0  | 1-2  |
| Sampdoria         | 0-0  | 0-0  | 0-1  | 1-1  | 0-3  | 1-1  | 1-0  | 1-1  | 0-2  | 0-1  | 1-2  | 0-0  | –––– | 1-1  | 4-0  | 3-2  |
| Torino            | 3-1  | 3-0  | 0-0  | 0-0  | 2-1  | 1-2  | 0-0  | 1-0  | 0-0  | 3-1  | 1-0  | 2-0  | 2-0  | –––– | 2-1  | 4-0  |
| Varese            | 1-2  | 1-1  | 1-6  | 2-2  | 0-1  | 0-2  | 1-0  | 0-0  | 1-2  | 0-0  | 3-1  | 2-1  | 0-0  | 1-0  | –––– | 1-0  |
| Verona            | 1-1  | 5-1  | 0-0  | 2-2  | 2-3  | 2-1  | 2-1  | 1-3  | 1-0  | 2-0  | 5-3  | 2-0  | 0-3  | 3-0  | 1-1  | –––– |

### Calendario
| andata (1ª) | andata (1ª) | Prima giornata          | ritorno (16ª) | ritorno (16ª) |
|             |             |                         |               |               |
| 29 set.     | 3-3         | Atalanta-Juventus       | 0-1           | 2 feb.        |
| 29 set.     | 1-0         | Bologna-Varese          | 1-1           | 2 feb.        |
| 29 set.     | 3-0         | Cagliari-Palermo        | 0-0           | 2 feb.        |
| 29 set.     | 0-1         | Lanerossi Vicenza-Inter | 0-1           | 2 feb.        |
| 29 set.     | 1-0         | Milan-Sampdoria         | 1-1           | 2 feb.        |
| 29 set.     | 1-1         | Napoli-Verona           | 0-1           | 2 feb.        |
| 29 set.     | 1-2         | Roma-Fiorentina         | 0-0           | 2 feb.        |
| 29 set.     | 1-0         | Torino-Pisa             | 1-1           | 2 feb.        |

| andata (3ª) | andata (3ª) | Terza giornata           | ritorno (18ª) | ritorno (18ª) |
|             |             |                          |               |               |
| 13 ott.     | 0-0         | Atalanta-Varese          | 2-1           | 16 feb.       |
| 13 ott.     | 1-1         | Bologna-Verona           | 1-5           | 16 feb.       |
| 13 ott.     | 1-1         | Cagliari-Fiorentina      | 1-1           | 16 feb.       |
| 13 ott.     | 2-1         | Milan-Pisa               | 1-0           | 15 feb.       |
| 13 ott.     | 0-3         | Napoli-Sampdoria         | 2-0           | 16 feb.       |
| 13 ott.     | 1-1         | Palermo-Inter            | 0-0           | 16 feb.       |
| 13 ott.     | 1-1         | Roma-Juventus            | 2-2           | 16 feb.       |
| 13 ott.     | 0-0         | Torino-Lanerossi Vicenza | 1-1           | 16 feb.       |

| andata (5ª) | andata (5ª) | Quinta giornata            | ritorno (20ª) | ritorno (20ª) |
|             |             |                            |               |               |
| 3 nov.      | 3-0         | Cagliari-Lanerossi Vicenza | 1-1           | 2 mar.        |
| 3 nov.      | 1-3         | Fiorentina-Bologna         | 0-0           | 2 mar.        |
| 3 nov.      | 1-0         | Milan-Inter                | 1-1           | 2 mar.        |
| 3 nov.      | 0-0         | Palermo-Verona             | 0-2           | 2 mar.        |
| 3 nov.      | 1-0         | Pisa-Atalanta              | 1-1           | 2 mar.        |
| 3 nov.      | 1-0         | Roma-Sampdoria             | 0-0           | 2 mar.        |
| 3 nov.      | 0-0         | Torino-Napoli              | 0-0           | 2 mar.        |
| 3 nov.      | 0-2         | Varese-Juventus            | 0-2           | 2 mar.        |

| andata (7ª) | andata (7ª) | Settima giornata        | ritorno (22ª) | ritorno (22ª) |
|             |             |                         |               |               |
| 17 nov.     | 1-0         | Atalanta-Bologna        | 0-1           | 16 mar.       |
| 17 nov.     | 1-0         | Fiorentina-Sampdoria    | 1-1           | 16 mar.       |
| 17 nov.     | 4-1         | Milan-Lanerossi Vicenza | 1-1           | 16 mar.       |
| 17 nov.     | 1-0         | Napoli-Palermo          | 2-0           | 16 mar.       |
| 17 nov.     | 1-1         | Pisa-Inter              | 0-4           | 16 mar.       |
| 17 nov.     | 1-4         | Roma-Cagliari           | 0-0           | 16 mar.       |
| 17 nov.     | 1-2         | Torino-Juventus         | 0-0           | 16 mar.       |
| 17 nov.     | 1-0         | Varese-Verona           | 1-1           | 16 mar.       |

| andata (9ª) | andata (9ª) | Nona giornata            | ritorno (24ª) | ritorno (24ª) |
|             |             |                          |               |               |
| 1º dic.     | 1-0         | Fiorentina-Verona        | 2-2           | 6 apr.        |
| 1º dic.     | 0-0         | Milan-Cagliari           | 1-3           | 6 apr.        |
| 1º dic.     | 2-1         | Napoli-Juventus          | 0-2           | 6 apr.        |
| 1º dic.     | 5-1         | Palermo-Atalanta         | 2-2           | 6 apr.        |
| 1º dic.     | 1-0         | Pisa-Sampdoria           | 2-1           | 6 apr.        |
| 1º dic.     | 2-1         | Roma-Bologna             | 0-0           | 6 apr.        |
| 1º dic.     | 2-1         | Torino-Inter             | 2-2           | 6 apr.        |
| 1º dic.     | 1-0         | Varese-Lanerossi Vicenza | 0-1           | 6 apr.        |

| andata (11ª) | andata (11ª) | Undicesima giornata       | ritorno (26ª) | ritorno (26ª) |
|              |              |                           |               |               |
| 15 dic.      | 0-0          | Bologna-Sampdoria         | 0-0           | 20 apr.       |
| 15 dic.      | 3-0          | Cagliari-Pisa             | 0-0           | 20 apr.       |
| 15 dic.      | 1-1          | Inter-Atalanta            | 4-0           | 20 apr.       |
| 15 dic.      | 1-1          | Napoli-Varese             | 2-1           | 20 apr.       |
| 15 dic.      | 2-1          | Palermo-Lanerossi Vicenza | 0-1           | 20 apr.       |
| 15 dic.      | 1-1          | Roma-Milan                | 0-1           | 19 apr.       |
| 15 dic.      | 0-0          | Torino-Fiorentina         | 0-0           | 20 apr.       |
| 15 dic.      | 2-1          | Verona-Juventus           | 0-1           | 20 apr.       |

| andata (13ª) | andata (13ª) | Tredicesima giornata        | ritorno (28ª) | ritorno (28ª) |
|              |              |                             |               |               |
| 12 gen.      | 5-2          | Atalanta-Verona             | 1-1           | 4 mag.        |
| 12 gen.      | 0-0          | Cagliari-Napoli             | 1-2           | 4 mag.        |
| 12 gen.      | 1-2          | Inter-Juventus              | 0-1           | 4 mag.        |
| 12 gen.      | 3-0          | Lanerossi Vicenza-Sampdoria | 0-1           | 4 mag.        |
| 12 gen.      | 0-1          | Pisa-Fiorentina             | 1-3           | 4 mag.        |
| 12 gen.      | 2-1          | Roma-Palermo                | 3-0           | 4 mag.        |
| 12 gen.      | 3-0          | Torino-Bologna              | 0-2           | 4 mag.        |
| 12 gen.      | 0-0          | Varese-Milan                | 0-2           | 4 mag.        |

| andata (15ª) | andata (15ª) | Quindicesima giornata    | ritorno (30ª) | ritorno (30ª) |
|              |              |                          |               |               |
| 26 gen.      | 1-2          | Bologna-Inter            | 0-4           | 18 mag.       |
| 26 gen.      | 1-0          | Cagliari-Atalanta        | 2-1           | 18 mag.       |
| 26 gen.      | 1-1          | Juventus-Sampdoria       | 1-1           | 18 mag.       |
| 26 gen.      | 1-0          | Milan-Palermo            | 0-0           | 18 mag.       |
| 26 gen.      | 1-0          | Pisa-Napoli              | 1-2           | 18 mag.       |
| 26 gen.      | 1-3          | Roma-Torino              | 0-2           | 18 mag.       |
| 26 gen.      | 2-2          | Varese-Fiorentina        | 1-3           | 18 mag.       |
| 5 feb.       | 2-1          | Verona-Lanerossi Vicenza | 1-2           | 18 mag.       |

| andata (2ª) | andata (2ª) | Seconda giornata          | ritorno (17ª) | ritorno (17ª) |
|             |             |                           |               |               |
| 6 ott.      | 2-1         | Fiorentina-Atalanta       | 1-0           | 9 feb.        |
| 6 ott.      | 1-1         | Inter-Napoli              | 1-3           | 9 feb.        |
| 6 ott.      | 0-0         | Juventus-Palermo          | 1-1           | 9 feb.        |
| 6 ott.      | 1-0         | Lanerossi Vicenza-Bologna | 0-3           | 9 feb.        |
| 6 ott.      | 1-2         | Pisa-Roma                 | 0-2           | 9 feb.        |
| 6 ott.      | 1-1         | Sampdoria-Torino          | 0-2           | 9 feb.        |
| 6 ott.      | 1-6         | Varese-Cagliari           | 0-0           | 9 feb.        |
| 6 ott.      | 1-3         | Verona-Milan              | 0-3           | 9 feb.        |

| andata (4ª) | andata (4ª) | Quarta giornata            | ritorno (19ª) | ritorno (19ª) |
|             |             |                            |               |               |
| 27 ott.     | 0-0         | Fiorentina-Milan           | 0-0           | 23 feb.       |
| 27 ott.     | 4-0         | Inter-Cagliari             | 0-1           | 23 feb.       |
| 27 ott.     | 1-0         | Juventus-Bologna           | 1-1           | 23 feb.       |
| 27 ott.     | 1-0         | Lanerossi Vicenza-Atalanta | 3-1           | 23 feb.       |
| 27 ott.     | 0-0         | Napoli-Roma                | 0-0           | 23 feb.       |
| 27 ott.     | 1-1         | Pisa-Varese                | 1-3           | 23 feb.       |
| 27 ott.     | 0-1         | Sampdoria-Palermo          | 0-1           | 23 feb.       |
| 27 ott.     | 3-0         | Verona-Torino              | 0-4           | 23 feb.       |

| andata (6ª) | andata (6ª) | Sesta giornata               | ritorno (21ª) | ritorno (21ª) |
|             |             |                              |               |               |
| 10 nov.     | 0-0         | Atalanta-Milan               | 0-0           | 8 mar.        |
| 10 nov.     | 2-1         | Bologna-Napoli               | 1-1           | 9 mar.        |
| 10 nov.     | 3-1         | Inter-Roma                   | 3-0           | 9 mar.        |
| 10 nov.     | 1-2         | Juventus-Cagliari            | 1-0           | 9 mar.        |
| 10 nov.     | 0-0         | Lanerossi Vicenza-Fiorentina | 0-3           | 9 mar.        |
| 10 nov.     | 1-0         | Palermo-Torino               | 1-3           | 9 mar.        |
| 10 nov.     | 4-0         | Sampdoria-Varese             | 0-0           | 9 mar.        |
| 10 nov.     | 5-3         | Verona-Pisa                  | 1-1           | 9 mar.        |

| andata (8ª) | andata (8ª) | Ottava giornata          | ritorno (23ª) | ritorno (23ª) |
|             |             |                          |               |               |
| 24 nov.     | 1-0         | Bologna-Milan            | 0-4           | 23 mar.       |
| 24 nov.     | 1-0         | Cagliari-Torino          | 0-0           | 23 mar.       |
| 24 nov.     | 1-2         | Inter-Fiorentina         | 0-1           | 23 mar.       |
| 24 nov.     | 2-0         | Juventus-Pisa            | 0-0           | 23 mar.       |
| 24 nov.     | 2-0         | Lanerossi Vicenza-Napoli | 0-1           | 23 mar.       |
| 24 nov.     | 1-1         | Palermo-Varese           | 0-0           | 23 mar.       |
| 24 nov.     | 0-0         | Sampdoria-Atalanta       | 0-0           | 23 mar.       |
| 24 nov.     | 2-0         | Verona-Roma              | 2-1           | 23 mar.       |

| andata (10ª) | andata (10ª) | Decima giornata        | ritorno (25ª) | ritorno (25ª) |
|              |              |                        |               |               |
| 8 dic.       | 3-1          | Atalanta-Torino        | 1-3           | 13 apr.       |
| 8 dic.       | 3-1          | Cagliari-Bologna       | 2-2           | 13 apr.       |
| 8 dic.       | 2-1          | Fiorentina-Napoli      | 3-1           | 13 apr.       |
| 8 dic.       | 6-0          | Inter-Varese           | 1-0           | 13 apr.       |
| 8 dic.       | 0-1          | Juventus-Milan         | 0-1           | 13 apr.       |
| 8 dic.       | 1-2          | Lanerossi Vicenza-Roma | 2-5           | 13 apr.       |
| 8 dic.       | 4-1          | Pisa-Palermo           | 0-1           | 13 apr.       |
| 8 dic.       | 3-2          | Sampdoria-Verona       | 3-0           | 13 apr.       |

| andata (12ª) | andata (12ª) | Dodicesima giornata        | ritorno (27ª) | ritorno (27ª) |
|              |              |                            |               |               |
| 22 dic.      | 1-0          | Bologna-Pisa               | 1-0           | 27 apr.       |
| 22 dic.      | 1-0          | Fiorentina-Palermo         | 0-0           | 27 apr.       |
| 22 dic.      | 1-0          | Juventus-Lanerossi Vicenza | 0-0           | 27 apr.       |
| 22 dic.      | 1-0          | Milan-Torino               | 0-1           | 27 apr.       |
| 22 dic.      | 2-0          | Napoli-Atalanta            | 0-0           | 27 apr.       |
| 22 dic.      | 0-3          | Sampdoria-Inter            | 1-1           | 27 apr.       |
| 22 dic.      | 2-1          | Varese-Roma                | 0-0           | 27 apr.       |
| 22 dic.      | 0-0          | Verona-Cagliari            | 0-2           | 27 apr.       |

| andata (14ª) | andata (14ª) | Quattordicesima giornata | ritorno (29ª) | ritorno (29ª) |
|              |              |                          |               |               |
| 19 gen.      | 0-2          | Atalanta-Roma            | 1-4           | 11 mag.       |
| 19 gen.      | 2-1          | Fiorentina-Juventus      | 2-0           | 11 mag.       |
| 19 gen.      | 4-1          | Inter-Verona             | 3-2           | 11 mag.       |
| 19 gen.      | 1-2          | Lanerossi Vicenza-Pisa   | 2-2           | 11 mag.       |
| 19 gen.      | 0-0          | Napoli-Milan             | 0-0           | 10 mag.       |
| 19 gen.      | 2-0          | Palermo-Bologna          | 0-2           | 11 mag.       |
| 19 gen.      | 0-1          | Sampdoria-Cagliari       | 0-0           | 11 mag.       |
| 19 gen.      | 2-1          | Torino-Varese            | 0-1           | 11 mag.       |

| andata (1ª) | andata (1ª) | Prima giornata          | ritorno (16ª) | ritorno (16ª) |
|             |             |                         |               |               |
| 29 set.     | 3-3         | Atalanta-Juventus       | 0-1           | 2 feb.        |
| 29 set.     | 1-0         | Bologna-Varese          | 1-1           | 2 feb.        |
| 29 set.     | 3-0         | Cagliari-Palermo        | 0-0           | 2 feb.        |
| 29 set.     | 0-1         | Lanerossi Vicenza-Inter | 0-1           | 2 feb.        |
| 29 set.     | 1-0         | Milan-Sampdoria         | 1-1           | 2 feb.        |
| 29 set.     | 1-1         | Napoli-Verona           | 0-1           | 2 feb.        |
| 29 set.     | 1-2         | Roma-Fiorentina         | 0-0           | 2 feb.        |
| 29 set.     | 1-0         | Torino-Pisa             | 1-1           | 2 feb.        |

| andata (3ª) | andata (3ª) | Terza giornata           | ritorno (18ª) | ritorno (18ª) |
|             |             |                          |               |               |
| 13 ott.     | 0-0         | Atalanta-Varese          | 2-1           | 16 feb.       |
| 13 ott.     | 1-1         | Bologna-Verona           | 1-5           | 16 feb.       |
| 13 ott.     | 1-1         | Cagliari-Fiorentina      | 1-1           | 16 feb.       |
| 13 ott.     | 2-1         | Milan-Pisa               | 1-0           | 15 feb.       |
| 13 ott.     | 0-3         | Napoli-Sampdoria         | 2-0           | 16 feb.       |
| 13 ott.     | 1-1         | Palermo-Inter            | 0-0           | 16 feb.       |
| 13 ott.     | 1-1         | Roma-Juventus            | 2-2           | 16 feb.       |
| 13 ott.     | 0-0         | Torino-Lanerossi Vicenza | 1-1           | 16 feb.       |

| andata (5ª) | andata (5ª) | Quinta giornata            | ritorno (20ª) | ritorno (20ª) |
|             |             |                            |               |               |
| 3 nov.      | 3-0         | Cagliari-Lanerossi Vicenza | 1-1           | 2 mar.        |
| 3 nov.      | 1-3         | Fiorentina-Bologna         | 0-0           | 2 mar.        |
| 3 nov.      | 1-0         | Milan-Inter                | 1-1           | 2 mar.        |
| 3 nov.      | 0-0         | Palermo-Verona             | 0-2           | 2 mar.        |
| 3 nov.      | 1-0         | Pisa-Atalanta              | 1-1           | 2 mar.        |
| 3 nov.      | 1-0         | Roma-Sampdoria             | 0-0           | 2 mar.        |
| 3 nov.      | 0-0         | Torino-Napoli              | 0-0           | 2 mar.        |
| 3 nov.      | 0-2         | Varese-Juventus            | 0-2           | 2 mar.        |

| andata (7ª) | andata (7ª) | Settima giornata        | ritorno (22ª) | ritorno (22ª) |
|             |             |                         |               |               |
| 17 nov.     | 1-0         | Atalanta-Bologna        | 0-1           | 16 mar.       |
| 17 nov.     | 1-0         | Fiorentina-Sampdoria    | 1-1           | 16 mar.       |
| 17 nov.     | 4-1         | Milan-Lanerossi Vicenza | 1-1           | 16 mar.       |
| 17 nov.     | 1-0         | Napoli-Palermo          | 2-0           | 16 mar.       |
| 17 nov.     | 1-1         | Pisa-Inter              | 0-4           | 16 mar.       |
| 17 nov.     | 1-4         | Roma-Cagliari           | 0-0           | 16 mar.       |
| 17 nov.     | 1-2         | Torino-Juventus         | 0-0           | 16 mar.       |
| 17 nov.     | 1-0         | Varese-Verona           | 1-1           | 16 mar.       |

| andata (9ª) | andata (9ª) | Nona giornata            | ritorno (24ª) | ritorno (24ª) |
|             |             |                          |               |               |
| 1º dic.     | 1-0         | Fiorentina-Verona        | 2-2           | 6 apr.        |
| 1º dic.     | 0-0         | Milan-Cagliari           | 1-3           | 6 apr.        |
| 1º dic.     | 2-1         | Napoli-Juventus          | 0-2           | 6 apr.        |
| 1º dic.     | 5-1         | Palermo-Atalanta         | 2-2           | 6 apr.        |
| 1º dic.     | 1-0         | Pisa-Sampdoria           | 2-1           | 6 apr.        |
| 1º dic.     | 2-1         | Roma-Bologna             | 0-0           | 6 apr.        |
| 1º dic.     | 2-1         | Torino-Inter             | 2-2           | 6 apr.        |
| 1º dic.     | 1-0         | Varese-Lanerossi Vicenza | 0-1           | 6 apr.        |

| andata (11ª) | andata (11ª) | Undicesima giornata       | ritorno (26ª) | ritorno (26ª) |
|              |              |                           |               |               |
| 15 dic.      | 0-0          | Bologna-Sampdoria         | 0-0           | 20 apr.       |
| 15 dic.      | 3-0          | Cagliari-Pisa             | 0-0           | 20 apr.       |
| 15 dic.      | 1-1          | Inter-Atalanta            | 4-0           | 20 apr.       |
| 15 dic.      | 1-1          | Napoli-Varese             | 2-1           | 20 apr.       |
| 15 dic.      | 2-1          | Palermo-Lanerossi Vicenza | 0-1           | 20 apr.       |
| 15 dic.      | 1-1          | Roma-Milan                | 0-1           | 19 apr.       |
| 15 dic.      | 0-0          | Torino-Fiorentina         | 0-0           | 20 apr.       |
| 15 dic.      | 2-1          | Verona-Juventus           | 0-1           | 20 apr.       |

| andata (13ª) | andata (13ª) | Tredicesima giornata        | ritorno (28ª) | ritorno (28ª) |
|              |              |                             |               |               |
| 12 gen.      | 5-2          | Atalanta-Verona             | 1-1           | 4 mag.        |
| 12 gen.      | 0-0          | Cagliari-Napoli             | 1-2           | 4 mag.        |
| 12 gen.      | 1-2          | Inter-Juventus              | 0-1           | 4 mag.        |
| 12 gen.      | 3-0          | Lanerossi Vicenza-Sampdoria | 0-1           | 4 mag.        |
| 12 gen.      | 0-1          | Pisa-Fiorentina             | 1-3           | 4 mag.        |
| 12 gen.      | 2-1          | Roma-Palermo                | 3-0           | 4 mag.        |
| 12 gen.      | 3-0          | Torino-Bologna              | 0-2           | 4 mag.        |
| 12 gen.      | 0-0          | Varese-Milan                | 0-2           | 4 mag.        |

| andata (15ª) | andata (15ª) | Quindicesima giornata    | ritorno (30ª) | ritorno (30ª) |
|              |              |                          |               |               |
| 26 gen.      | 1-2          | Bologna-Inter            | 0-4           | 18 mag.       |
| 26 gen.      | 1-0          | Cagliari-Atalanta        | 2-1           | 18 mag.       |
| 26 gen.      | 1-1          | Juventus-Sampdoria       | 1-1           | 18 mag.       |
| 26 gen.      | 1-0          | Milan-Palermo            | 0-0           | 18 mag.       |
| 26 gen.      | 1-0          | Pisa-Napoli              | 1-2           | 18 mag.       |
| 26 gen.      | 1-3          | Roma-Torino              | 0-2           | 18 mag.       |
| 26 gen.      | 2-2          | Varese-Fiorentina        | 1-3           | 18 mag.       |
| 5 feb.       | 2-1          | Verona-Lanerossi Vicenza | 1-2           | 18 mag.       |

| andata (2ª) | andata (2ª) | Seconda giornata          | ritorno (17ª) | ritorno (17ª) |
|             |             |                           |               |               |
| 6 ott.      | 2-1         | Fiorentina-Atalanta       | 1-0           | 9 feb.        |
| 6 ott.      | 1-1         | Inter-Napoli              | 1-3           | 9 feb.        |
| 6 ott.      | 0-0         | Juventus-Palermo          | 1-1           | 9 feb.        |
| 6 ott.      | 1-0         | Lanerossi Vicenza-Bologna | 0-3           | 9 feb.        |
| 6 ott.      | 1-2         | Pisa-Roma                 | 0-2           | 9 feb.        |
| 6 ott.      | 1-1         | Sampdoria-Torino          | 0-2           | 9 feb.        |
| 6 ott.      | 1-6         | Varese-Cagliari           | 0-0           | 9 feb.        |
| 6 ott.      | 1-3         | Verona-Milan              | 0-3           | 9 feb.        |

| andata (4ª) | andata (4ª) | Quarta giornata            | ritorno (19ª) | ritorno (19ª) |
|             |             |                            |               |               |
| 27 ott.     | 0-0         | Fiorentina-Milan           | 0-0           | 23 feb.       |
| 27 ott.     | 4-0         | Inter-Cagliari             | 0-1           | 23 feb.       |
| 27 ott.     | 1-0         | Juventus-Bologna           | 1-1           | 23 feb.       |
| 27 ott.     | 1-0         | Lanerossi Vicenza-Atalanta | 3-1           | 23 feb.       |
| 27 ott.     | 0-0         | Napoli-Roma                | 0-0           | 23 feb.       |
| 27 ott.     | 1-1         | Pisa-Varese                | 1-3           | 23 feb.       |
| 27 ott.     | 0-1         | Sampdoria-Palermo          | 0-1           | 23 feb.       |
| 27 ott.     | 3-0         | Verona-Torino              | 0-4           | 23 feb.       |

| andata (6ª) | andata (6ª) | Sesta giornata               | ritorno (21ª) | ritorno (21ª) |
|             |             |                              |               |               |
| 10 nov.     | 0-0         | Atalanta-Milan               | 0-0           | 8 mar.        |
| 10 nov.     | 2-1         | Bologna-Napoli               | 1-1           | 9 mar.        |
| 10 nov.     | 3-1         | Inter-Roma                   | 3-0           | 9 mar.        |
| 10 nov.     | 1-2         | Juventus-Cagliari            | 1-0           | 9 mar.        |
| 10 nov.     | 0-0         | Lanerossi Vicenza-Fiorentina | 0-3           | 9 mar.        |
| 10 nov.     | 1-0         | Palermo-Torino               | 1-3           | 9 mar.        |
| 10 nov.     | 4-0         | Sampdoria-Varese             | 0-0           | 9 mar.        |
| 10 nov.     | 5-3         | Verona-Pisa                  | 1-1           | 9 mar.        |

| andata (8ª) | andata (8ª) | Ottava giornata          | ritorno (23ª) | ritorno (23ª) |
|             |             |                          |               |               |
| 24 nov.     | 1-0         | Bologna-Milan            | 0-4           | 23 mar.       |
| 24 nov.     | 1-0         | Cagliari-Torino          | 0-0           | 23 mar.       |
| 24 nov.     | 1-2         | Inter-Fiorentina         | 0-1           | 23 mar.       |
| 24 nov.     | 2-0         | Juventus-Pisa            | 0-0           | 23 mar.       |
| 24 nov.     | 2-0         | Lanerossi Vicenza-Napoli | 0-1           | 23 mar.       |
| 24 nov.     | 1-1         | Palermo-Varese           | 0-0           | 23 mar.       |
| 24 nov.     | 0-0         | Sampdoria-Atalanta       | 0-0           | 23 mar.       |
| 24 nov.     | 2-0         | Verona-Roma              | 2-1           | 23 mar.       |

| andata (10ª) | andata (10ª) | Decima giornata        | ritorno (25ª) | ritorno (25ª) |
|              |              |                        |               |               |
| 8 dic.       | 3-1          | Atalanta-Torino        | 1-3           | 13 apr.       |
| 8 dic.       | 3-1          | Cagliari-Bologna       | 2-2           | 13 apr.       |
| 8 dic.       | 2-1          | Fiorentina-Napoli      | 3-1           | 13 apr.       |
| 8 dic.       | 6-0          | Inter-Varese           | 1-0           | 13 apr.       |
| 8 dic.       | 0-1          | Juventus-Milan         | 0-1           | 13 apr.       |
| 8 dic.       | 1-2          | Lanerossi Vicenza-Roma | 2-5           | 13 apr.       |
| 8 dic.       | 4-1          | Pisa-Palermo           | 0-1           | 13 apr.       |
| 8 dic.       | 3-2          | Sampdoria-Verona       | 3-0           | 13 apr.       |

| andata (12ª) | andata (12ª) | Dodicesima giornata        | ritorno (27ª) | ritorno (27ª) |
|              |              |                            |               |               |
| 22 dic.      | 1-0          | Bologna-Pisa               | 1-0           | 27 apr.       |
| 22 dic.      | 1-0          | Fiorentina-Palermo         | 0-0           | 27 apr.       |
| 22 dic.      | 1-0          | Juventus-Lanerossi Vicenza | 0-0           | 27 apr.       |
| 22 dic.      | 1-0          | Milan-Torino               | 0-1           | 27 apr.       |
| 22 dic.      | 2-0          | Napoli-Atalanta            | 0-0           | 27 apr.       |
| 22 dic.      | 0-3          | Sampdoria-Inter            | 1-1           | 27 apr.       |
| 22 dic.      | 2-1          | Varese-Roma                | 0-0           | 27 apr.       |
| 22 dic.      | 0-0          | Verona-Cagliari            | 0-2           | 27 apr.       |

| andata (14ª) | andata (14ª) | Quattordicesima giornata | ritorno (29ª) | ritorno (29ª) |
|              |              |                          |               |               |
| 19 gen.      | 0-2          | Atalanta-Roma            | 1-4           | 11 mag.       |
| 19 gen.      | 2-1          | Fiorentina-Juventus      | 2-0           | 11 mag.       |
| 19 gen.      | 4-1          | Inter-Verona             | 3-2           | 11 mag.       |
| 19 gen.      | 1-2          | Lanerossi Vicenza-Pisa   | 2-2           | 11 mag.       |
| 19 gen.      | 0-0          | Napoli-Milan             | 0-0           | 10 mag.       |
| 19 gen.      | 2-0          | Palermo-Bologna          | 0-2           | 11 mag.       |
| 19 gen.      | 0-1          | Sampdoria-Cagliari       | 0-0           | 11 mag.       |
| 19 gen.      | 2-1          | Torino-Varese            | 0-1           | 11 mag.       |

## Statistiche

### Squadre

#### Capoliste solitarie
|    | —— | ——    | ——    | ——    | ——    | ——    | ——       | ——       | ——       | ——       | ——       | ——  | ——  | ——       | ——       | ——  | ——  | ——       | ——       | ——         | ——         | ——         | ——         | ——         | ——         | ——         | ——         | ——         | ——         | —— |  |
|    |    | Milan | Milan | Milan | Milan | Milan | Cagliari | Cagliari | Cagliari | Cagliari | Cagliari |     |     | Cagliari | Cagliari |     |     | Cagliari | Cagliari | Fiorentina | Fiorentina | Fiorentina | Fiorentina | Fiorentina | Fiorentina | Fiorentina | Fiorentina | Fiorentina | Fiorentina |    |  |
|    |    |       |       |       |       |       |          |          |          |          |          |     |     |          |          |     |     |          |          |            |            |            |            |            |            |            |            |            |            |    |  |
|    |    |       |       |       |       |       |          |          |          |          |          |     |     |          |          |     |     |          |          |            |            |            |            |            |            |            |            |            |            |    |  |
| 1ª | 2ª | 3ª    | 4ª    | 5ª    | 6ª    | 7ª    | 8ª       | 9ª       | 10ª      | 11ª      | 12ª      | 13ª | 14ª | 15ª      | 16ª      | 17ª | 18ª | 19ª      | 20ª      | 21ª        | 22ª        | 23ª        | 24ª        | 25ª        | 26ª        | 27ª        | 28ª        | 29ª        | 30ª        |    |  |

#### Classifiche di rendimento

##### Rendimento andata-ritorno
| Andata            | Andata | Ritorno            | Ritorno |
|                   |        |                    |         |
| Cagliari          | 24     | Fiorentina         | 22      |
| Fiorentina        | 23     | Juventus           | 19      |
| Milan             | 22     | Milan              | 19      |
| Inter             | 18     | Napoli             | 19      |
| Juventus          | 16     | Torino             | 19      |
| Roma              | 15     | Inter              | 18      |
| Palermo           | 14     | Bologna            | 17      |
| Torino            | 14     | Cagliari           | 17      |
| Verona            | 14     | Roma               | 15      |
| Napoli            | 13     | Laneorossi Vicenza | 13      |
| Bologna           | 12     | Sampdoria          | 13      |
| Pisa              | 12     | Verona             | 12      |
| Varese            | 12     | Palermo            | 11      |
| Atalanta          | 11     | Varese             | 10      |
| Lanerossi Vicenza | 10     | Atalanta           | 8       |
| Sampdoria         | 10     | Pisa               | 8       |

##### Rendimento casa-trasferta
| In casa           | In casa | In trasferta      | In trasferta |
|                   |         |                   |              |
| Milan             | 26      | Fiorentina        | 21           |
| Fiorentina        | 24      | Cagliari          | 18           |
| Torino            | 24      | Inter             | 16           |
| Cagliari          | 23      | Juventus          | 15           |
| Bologna           | 22      | Milan             | 15           |
| Inter             | 20      | Roma              | 14           |
| Juventus          | 20      | Napoli            | 12           |
| Napoli            | 20      | Sampdoria         | 10           |
| Verona            | 20      | Torino            | 9            |
| Lanerossi Vicenza | 19      | Bologna           | 7            |
| Palermo           | 19      | Varese            | 7            |
| Roma              | 16      | Atalanta          | 6            |
| Pisa              | 15      | Palermo           | 6            |
| Varese            | 15      | Verona            | 6            |
| Atalanta          | 13      | Pisa              | 5            |
| Sampdoria         | 13      | Lanerossi Vicenza | 4            |

#### Primati stagionali
- Maggior numero di vittorie: Fiorentina (16)
- Minor numero di sconfitte: Fiorentina (1)
- Miglior attacco: Inter (55 reti fatte)
- Miglior difesa: Milan (12 reti subite)
- Miglior differenza reti: Inter (+29)
- Maggior numero di pareggi: Cagliari, Fiorentina, Milan e Sampdoria (13)
- Minor numero di pareggi: L.R. Vicenza (7)
- Minor numero di vittorie: Atalanta (4)
- Maggior numero di sconfitte: Pisa (16)
- Peggiore attacco: Varese (20 reti fatte)
- Peggior difesa: Verona (49 reti subite)
- Peggior differenza reti: Varese (-23)

### Individuali

#### Classifica marcatori
Nel corso del campionato furono segnati complessivamente 497 gol (di cui 17 su autorete, 30 su calcio di rigore e 4 assegnati per giudizio sportivo) da 132 diversi giocatori, per una media di 2,10 gol a partita. Le gare per le quali il risultato fu deciso a tavolino, entrambe per invasione del terreno di gioco, furono Atalanta-Roma (2-2 sul campo) e Palermo Napoli (2-3 sul campo). Di seguito, la classifica dei marcatori.
| Gol | Rigori |  | Giocatore           | Squadra    |
| --- | ------ |  | ------------------- | ---------- |
| 20  | 3      |  | Gigi Riva           | Cagliari   |
| 15  |        |  | Gianni Bui          | Verona     |
| 14  |        |  | Pietro Anastasi     | Juventus   |
| 14  | 4      |  | Mario Maraschi      | Fiorentina |
| 14  |        |  | Pierino Prati       | Milan      |
| 11  | 3      |  | Mario Bertini       | Inter      |
| 11  | 1      |  | Lucio Mujesan       | Bologna    |
| 10  | 2      |  | Sergio Pellizzaro   | Palermo    |
| 9   |        |  | Roberto Boninsegna  | Cagliari   |
| 9   | 1      |  | Sergio Clerici      | Atalanta   |
| 9   |        |  | Angelo Domenghini   | Inter      |
| 9   |        |  | Giuseppe Savoldi    | Bologna    |
| 8   |        |  | Vincenzo Traspedini | Verona     |

### Media spettatori
Media spettatori della Serie A 1968-69: 28 409.
| Club       | Pos. | Media  |
| ---------- | ---- | ------ |
| Napoli     | 1    | 67.079 |
| Milan      | 2    | 48.403 |
| Roma       | 3    | 46.323 |
| Inter      | 4    | 39.549 |
| Fiorentina | 5    | 33.637 |
| Juventus   | 6    | 33.383 |
| Torino     | 7    | 25.435 |
| Verona     | 8    | 23.894 |
| Bologna    | 9    | 22.201 |
| Cagliari   | 10   | 22.163 |
| Palermo    | 11   | 20.561 |
| Sampdoria  | 12   | 17.680 |
| Atalanta   | 13   | 15.780 |
| Pisa       | 14   | 15.488 |
| Vicenza    | 15   | 13.539 |
| Varese     | 16   | 9.439  |